# Dolores Claiborne
Dolores Claiborne – powieść Stephena Kinga z 1992 roku. Utwór jest utrzymany w konwencji monologu tytułowej bohaterki. W przeciwieństwie do większości utworów Kinga Dolores Claiborne nie jest horrorem, tylko dreszczowcem psychologicznym. 
Na podstawie powieści w 1995 roku został nakręcony film o tym samym tytule, wyreżyserowany przez Taylora Hackforda. W roli głównej wystąpiła Kathy Bates.

## Opis fabuły
Dolores Claiborne jest przesłuchiwana w charakterze podejrzanej w sprawie śmierci Very Donovan, u której przez wiele lat ciężko pracowała jako służąca. Żeby wyjaśnić całą sytuację, wraca do dnia, w którym przed laty zamordowała swojego własnego męża, czego powodem było molestowanie przez niego córki. Zabójstwo zasugerowała jej właśnie Vera. 